# Bathyclupea argentea
Bathyclupea argentea är en fiskart som beskrevs av Goode och Bean, 1896. Bathyclupea argentea ingår i släktet Bathyclupea och familjen Bathyclupeidae. Inga underarter finns listade.